# 陳留郡 (南梁)
陳留郡，中國南朝梁時設置的僑郡。

## 沿革
梁武帝時，置建州（治高平城，今河南省商城縣東），領高平郡、新蔡郡、陳留郡、魯郡、南陳郡、光城郡、清河郡七僑郡。
東魏孝靜帝武定七年（549年），因侯景之亂取南朝梁建州，改為南建州，陳留郡仍屬之。至此，陳留郡領三縣：陳留、京兆、潁川。北齊文宣帝天保七年（556年），廢陳留郡及其領縣。